# A pikk dáma
A pikk dáma (eredeti címén Пиковая дама, átírásban Pikovaja dama) Pjotr Iljics Csajkovszkij orosz zeneszerző egyik háromfelvonásos operája. Szövegkönyvét a zeneszerző fivére, Mogyeszt Iljics Csajkovszkij írta Alekszandr Szergejevics Puskin 1834-ben írt novellája alapján. A mű ősbemutatójára 1890. december 19-én került sor Szentpétervárott, a Mariinszkij-színházban. Magyarországon először 1945. június 10-én mutatták be a Magyar Állami Operaházban.

## A mű keletkezésének története
A cári színház Puskin novellájának megzenésítésével először Nyikolaj Klenovszkijt, Csajkovszkij tanítványát bízta meg. A szövegkönyvet Vaszilij Kandaunov írta, Mivel azonban Klenovszkij lassan haladt a munkával, átvette azt tőle Csajkovszkij, a szövegkönyvet pedig testvére Mogyeszt fejezte be. Az opera cselekménye néhány ponton eltér az alapműtől: Liza csak a színpadi változatban a grófnő unokája, művelt, társasági nő (a novellában kevésbé előkelő fogadott gyermek). Nem szerepel Puskinnál Jeleckij herceg sem. Liza az eredeti változatban férjhez megy egy alacsonyabb származású, de tehetős fiatalemberhez, míg az operában lelkiismeret-furdalásától gyötörve és szerelmében megcsalatva a Névába veti magát. A történet eredetileg I. Sándor orosz cár idejében játszódott, de Csajkovszkij áttette Nagy Katalin uralkodásának idejére, hogy az általa oly nagyon kedvelt rokokó zenéjét utalásokkal beleszőhesse művébe (pld. pásztorjáték). A jól megszerkesztett librettó és zene ellenére a mű viszonylag hűvös fogadtatásban részesült, mindössze tizenhárom előadás után levették műsorról. Külföldön először Prágában mutatták be 1892-ben. Budapesten az 1940/41-es szezonban tervezték bemutatóját, ez azonban a második világháború kitörése miatt elmaradt és csak 1945-ben mutatták be. A budapesti Operaház 1977-ben, majd 2003-ban újította fel a művet.

## Szereplők

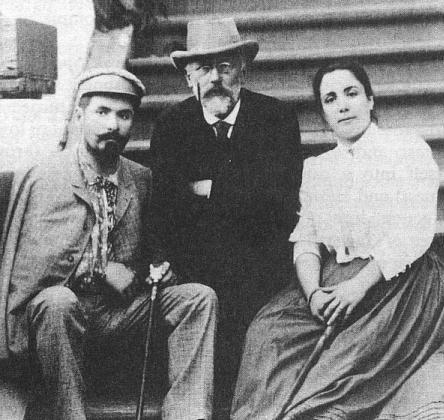
Csajkovszkij a Hermant és Lizát alakító Nyikolaj és Medea Figner társaságában, 1890-ben

| Szereplő                                                                  | Hangfekvés            |
| ------------------------------------------------------------------------- | --------------------- |
| Herman, a cári gárda tisztje                                              | tenor                 |
| Tomszkij gróf, a barátja, szintén gárdista tiszt                          | bariton               |
| Csekalinszkij, katonatiszt                                                | tenor                 |
| Surin, katonatiszt                                                        | basszus               |
| Csaplickij, katonatiszt                                                   | tenor                 |
| Narumov, katonatiszt                                                      | basszus               |
| A grófnő                                                                  | alt                   |
| Liza, a grófnő unokája                                                    | szoprán               |
| Jeleckij herceg                                                           | bariton               |
| Paulina, Liza barátnője                                                   | mezzoszoprán vagy alt |
| Nevelőnő                                                                  | mezzoszoprán          |
| Mása, szobalány                                                           | mezzoszoprán          |
| Ceremóniamester                                                           | tenor                 |
| Nevelőnők, szobalányok, nővérek, csavargók, gyerekek, szerencsejátékosok. |                       |

A pásztorjátékban:
| Szereplő         | Hangfekvés |
| ---------------- | ---------- |
| Prilepa/Chlöe    | szoprán    |
| Milovzor/Daphnis | alt        |
| Zlatogor/Pluto   | bariton    |

## Cselekménye
- Helyszín: Szentpétervár
- Idő: 1790 körül

### Első felvonás
- Első jelenet: A szentpétervári palota kertjében

A kertben a katonatisztek az előző esti kártyapartiról beszélgetnek, illetve barátjuk Herman furcsa viselkedéséről. Rövidesen megérkezik Herman is és elmondja, hogy végtelenül szerelmes egy gazdag, nemesi rangú lányba, s mivel ő szerény családból származik, esélye sem lehet megkérni a kezét. A parkban a lány is feltűnik, aki nem más, mint Liza, a titokzatos grófnő unokája. Vele tart udvarlója, Jeleckij herceg is. Tomszkij elmeséli Hermannak a grófnő történetét. Az egykor tündöklő szépségű asszony, valamikor a francia udvarban könnyelmű életet élt és teljes vagyonát elveszítette. A sors azonban összehozta Saint German gróffal, aki egy szerelmes éjszakáért cserébe megígérte, hogy minden vagyonát visszaszerzi a grófnőnek. Elárult neki három titkos kártyát, amivel mindig nyerni fog. A grófnő a kártyák segítségével visszaszerezte vagyonát, titkát pedig elárulta férjének, majd kedvesének is. Ekkor azonban egy titokzatos hang arra figyelmeztette álmában, hogy amennyiben egy harmadik férfinak is elárulja a három kártya titkát, meg kell majd halnia. Tomszkij története teljesen bámulatba ejti Hermant, akinek az eszében már nem Liza jár, hanem a három kártya titka. Azon gondolkodik, hogy miként tudná megismerni a kártyák titkát, hogy ezáltal gazdagságra tegyen szert. 
- Második jelenet: A grófnő szalonja

A grófnő otthonában Liza és barátnői találkoznak, az összejövetelen jelen van az udvarló, Jeleckij herceg is, akit az éber grófnő és nevelőnő tiltása ellenére sikerült becsempészni a házba. Liza azonban lehangolt. Amikor a barátnők távoznak, Paulina kérdőre is vonja emiatt. Liza elmondja bizalmas barátnőjének, hogy bár a herceg menyasszonya, ő mégis az iránt a férfi iránt vonzódik akivel a parkban ismerkedett meg. Paulina távozása után belopózik Herman, aki követte a lányt hazáig. Liza felelősségre vonja vakmerőségéért. Herman azt állítja, hogy a lány iránt érzett mély szerelem késztette erre a tette. Szavai rabul ejtik a lányt. Beszélgetésük zajára a grófnő is felébred, de Lizának sikerül elrejtenie a férfit. Miután a grófnő elvonul aludni, Herman tovább ostromolja szavaival a lányt.

### Második felvonás
- Első jelenet: A herceg szalonja

Jeleckij herceg bált rendez menyasszonya tiszteletére. Liza azonban továbbra is lehangolt és ez a hercegnek is feltűnik. Kéri, hogy mondja el neki bánatát, de a lány kitér a válaszadás elől. A bál fénypontja egy pásztorjáték (Daphnis és Chloe története). Amíg a vendégek ezen szórakoznak Liza átadja a grófnő házának a kulcsát Hermannak, azzal az üzenettel, hogy ott fogja majd várni.
- Második jelenet: A grófnő háza

A bálról hazatérő öreg grófnő megpihen és felidézi párizsi éveit, sőt egy francia dalt is elénekel. Magányában tör rá Herman, követelve tőle a három kártya titkát. A grófnő azonban hallgat, de amikor Herman a pisztollyal megfenyegeti, megijed, és holtan esik össze. A zajra összesereglik a ház népe is, többek között Liza, aki ekkor döbben rá, hogy a férfinek nem ő, hanem a három kártya titka kellett.

### Harmadik felvonás
- Első jelenet: Herman lakása

Liza levelet ír Hermannak, amelyben az iránta érzett szerelméről tesz tanúbizonyságot és felemlíti a korábbi szerelmes éjszakákat. Arra kéri a férfit, hogy találkozzanak még egyszer a Néva partján. Herman, akin egyre erősebben elhatalmaskodnak a kártyákkal kapcsolatos víziók, szinte az őrület határára jut. Álmában megjelenik előtte a grófnő, és mintha elárulná neki a három kártyát: hármas, hetes, ász. 
- Második jelenet: A Néva partja

Herman találkozik ugyan Lizával, de gondolatai a kártyaasztalnál járnak. Ezt látva a kétségbeesett Liza a folyóba veti magát.
- Harmadik jelenet: A kártyaszalon

A kártyaszalonban már javában folyik a játék, amikor Herman megérkezik. Maga is odaáll az asztalhoz és hihetetlen szerencsével egész este ő nyer. Már senki sem mer asztalhoz ülni vele, amikor Jeleckij herceg vállalkozik a játékra. Leinti az őt óvókat: tudja, mit csinál. Játszani kezdenek. A döntő játszmában Herman ászt vél látni a kezében, de az nem nála, hanem a hercegnél van. Az ő kezében a pikk dáma vigyorog. Egy pillanat alatt átgondolja egész életét, azután kirántja pisztolyát és golyót röpít a fejébe.

## Híres áriák, kórusművek
- Ja imenyi jejo nye znaju - Herman ariosója (első felvonás)
- Odnazsdi v Verszaje - Tomszkij balladája (első felvonás)
- Uzs vecser - Liza és Paulina kettőse (első felvonás)
- Prosztyi, prelesztnoje szozdanyje - Herman áriája (első felvonás)
- Posztojtye na odno mgnovenyje/Ja vasz ljublju, ljublju bezmerna - Jeleckij áriája (második felvonás)
- Je crains de lui parler la nuit - a grófnő áriája (második felvonás)
- Uzs polnocs blizitszja - Liza ariosója (harmadik felvonás)
- Sto nasa zsizny? - igra - Hermán áriája (harmadik felvonás)

## Zenéje
A romantikus zenét rokokó motívumok hatják át, Csajkovszkij ugyanis rajongott e korszak zenéjéért. Az opera nagy ívű, könnyen megjegyezhető tablókból áll. Az alapmotívum (kártyamotívum) már a nyitányban felhangzik és azután az egész cselekményen végigvonul. A mű talán legismertebb részlete Jeleckij herceg szerelmi vallomása a második felvonásból illetve a pásztorjáték. Az opera egyik érdekes részlete a második felvonás második képének a vége, amikor a történet szerint a cárnő is megtiszteli jelenlétével a hercegi palotát. Mivel azonban a cári udvar tiltotta, az uralkodó család tagjainak megjelenítését az operaszínnapdon, ezt a jelenetet úgy oldották meg, hogy a függöny még a cárnő színpadra lépése előtt legördült. Napjaink feldolgozásaiban azonban egyre gyakrabban tűnik fel a cárnő is, mint néma szereplő.